# Andrew Jackson Montague

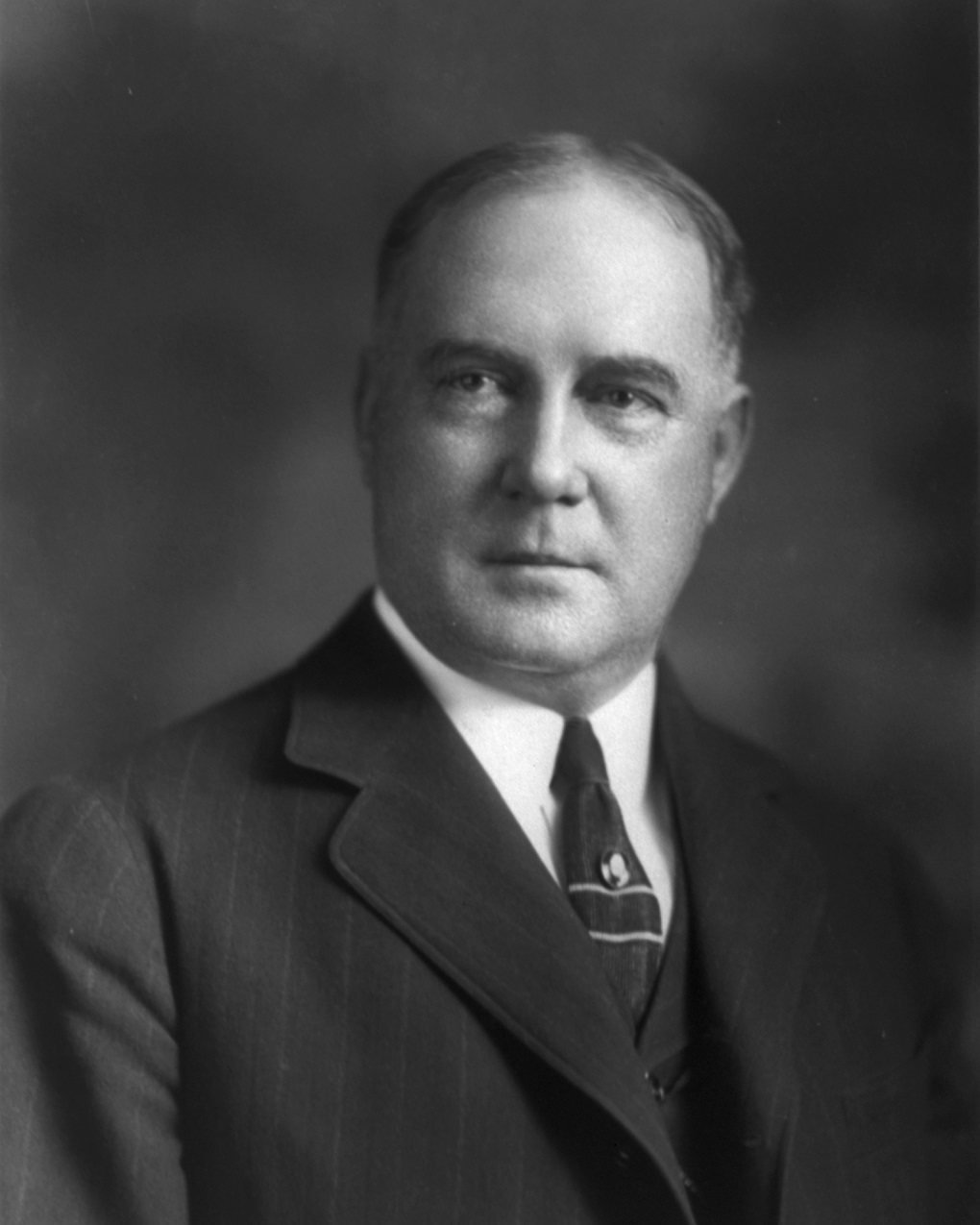
Andrew Jackson Montague

Andrew Jackson Montague (* 3. Oktober 1862 bei Lynchburg, Virginia; † 24. Januar 1937 in Urbanna, Virginia) war ein US-amerikanischer Politiker und von 1902 bis 1906 Gouverneur des Bundesstaates Virginia. Zwischen 1913 und 1937 vertrat er seinen Staat als Abgeordneter im US-Kongress.

## Frühe Jahre und politischer Aufstieg
Der Sohn des Politikers und Juristen Robert Latane Montague besuchte zunächst öffentliche und private Schulen in seiner Heimat und studierte dann bis 1882 am Richmond College, aus der die heutige University of Richmond entstand. Nach einem anschließenden Jurastudium an der University of Virginia in Charlottesville wurde er 1885 als Rechtsanwalt zugelassen. Daraufhin begann er in Danville in seinem neuen Beruf zu arbeiten.
Montague wurde Mitglied der Demokratischen Partei. Im Jahr 1892 unterstützte er den Präsidentschaftswahlkampf von Grover Cleveland, der ihn 1893 nach seinem Wahlsieg zum Bundesstaatsanwalt für den westlichen Distrikt des Staates Virginia ernannte. Montague übte dieses Amt bis 1898 aus. In diesem Jahr wurde er Attorney General von Virginia. Dieses Mandat bekleidete er bis zum Jahr 1902.

## Gouverneur von Virginia
Im Jahr 1901 wurde Andrew Montague zum neuen Gouverneur seines Staates gewählt. Er trat das Amt am 1. Januar 1902 an. Als Gouverneur setzte er sich für eine Verbesserung des Bildungssystems und des Straßennetzes ein. Er befürwortete die Gründung eines Straßenbauamtes (Highway Commission), die zwei Monate nach dem Ende seiner Amtszeit tatsächlich erfolgte. Unter seiner Regierung wurde im Jahr 1905 in Virginia das Vorwahlprinzip bei Wahlen eingeführt. Außerdem wurden damals die Arbeitsgesetze verbessert, indem die Arbeitgeber für bestimmte Arbeitsunfälle mitverantwortlich gemacht wurden. Der Ausschank von alkoholischen Getränken wurde streng lizenziert und überwacht. Im Jahr 1904 war Montague Delegierter auf dem Bundesparteitag seiner Partei. Allerdings fühlte sich der Gouverneur politisch durch seinen parteiinternen Gegenspieler, den US-Senator Thomas S. Martin, stark in seiner politischen Entfaltung behindert. Die beiden Männer waren seit langem politisch zerstritten. Martin kontrollierte die Demokratische Partei in Virginia und Montague kam nicht gegen dessen Dominanz an. Aus diesem Grunde kandidierte er 1905 selbst gegen Martin um einen Sitz im Senat. Diese Wahl gewann Amtsinhaber Martin und Gouverneur Montague erlitt eine bittere Niederlage.

## Weitere Laufbahn
Montagues Amtszeit als Gouverneur endete am 1. Februar 1906. Noch im gleichen Jahr war er US-amerikanischer Gesandter auf der in Rio de Janeiro stattfindenden Konferenz amerikanischer Staaten und er arbeitete wieder als Rechtsanwalt in Richmond. Von 1901 bis 1906 war er Dekan der juristischen Fakultät des Richmond College. Er war Mitglied der US-Delegation bei der 3. Internationalen Seerechtskonferenz, die 1909 und 1910 in Brüssel tagte. Andrew Montague war auch Kurator des Carnegie Institute und der Carnegie-Stiftung zur Erhaltung des Internationalen Friedens (Carnegie Endowment for International Peace). In dieser Stiftung blieb er bis 1935 in führenden Ämtern neben seiner politischen Tätigkeit aktiv.

## Montague im Repräsentantenhaus
Im Jahr 1912 wurde Andrew Montague in das US-Repräsentantenhaus gewählt. Er trat dieses Mandat am 4. März 1913 an und konnte es nach elf Wiederwahlen bis zu seinem Tod im Jahr 1937 ausüben. 1917 war er Präsident der amerikanischen Gesellschaft zur Beilegung internationaler Konflikte. Von 1920 bis 1924 war er ebenfalls Präsident der amerikanischen Friedensgesellschaft (American Peace Society). Im Jahr 1926 war er Mitglied eines Untersuchungsausschusses zur Absetzung des für den östlichen Teil des Staates Illinois zuständigen Bundesrichters George W. English. Von 1930 bis 1935 war Montague Präsident der amerikanischen Sektion der Interparlamentarischen Union. Andrew Montague starb am 24. Januar 1937. Mit seiner Frau Elizabeth L. Hoskins hatte er drei Kinder.